# Rabah Labiod
Rabah Labiod (arab. ‏رباح الابيض‎; ur. 26 marca 1948 w Konstantynie) – algierski bokser, olimpijczyk.
Wystąpił na Letnich Igrzyskach Olimpijskich 1968 w wadze półśredniej. W pojedynku 1/32 finału poniósł porażkę na punkty (1–4) z Zambijczykiem Juliusem Luipą.
W 1969 roku uczestniczył w meczu międzypaństwowym w Bukareszcie, w którym Algieria zmierzyła się z rezerwową reprezentacją Rumunii. Algierczycy, w tym Labiod, przegrali wszystkie pojedynki.